# Marie Louise Habets
Marie Louise Habets (Pittem, januari 1905 - Hawaï, mei 1986) was een Belgische verpleegster en voormalig kloosterlinge, wier leven werd gefictionaliseerd als zuster Luke (Gabrielle van der Mal) in The Nun's Story, een bestseller-boek uit 1956 van de Amerikaanse auteur Kathryn Hulme. De in België geboren actrice Audrey Hepburn portretteerde Gabrielle van der Mal in de film The Nun's Story van Fred Zinnemann uit 1959 en werd genomineerd voor de Oscar voor beste actrice.

## Biografie
Habets werd in januari 1905 in West-Vlaanderen geboren. Van 1923 tot 1925 volgde ze de verpleegsteropleiding in het Sint-Vincentiusziekenhuis in Antwerpen, waar haar stiefvader Dr. Cornelius Mennes een gereputeerd arts was.  In 1926 trad ze in bij de Zusters van Liefde van Jezus en Maria, een gesloten religieuze orde die zich bekommert om de zieken en armen in hun klooster. Ze werd opgenomen in hun klooster in de Molenaarsstraat in Gent en kreeg toen de religieuze naam Zuster Xaverine.
In 1933 werd ze naar het missiehospitaal gestuurd dat haar congregatie voor de Belgische regering in Belgisch-Congo had bemand. In de zomer van 1939 keerde ze terug naar België omdat ze tuberculose had opgelopen, enkele jaren voor het begin van de Tweede Wereldoorlog en de daaropvolgende Duitse inval in België. Ze werdnaar de kliniek les Deux Alice in Ukkel gestuurd, ontwikkelde een sterke haat jegens de Duitsers en raakte betrokken bij het Belgische verzet. Ze kreeg het gevoel dat ze de dictaten van haar geloof niet langer kan gehoorzamen en vroeg de Heilige Stoel om dispensatie van haar religieuze geloften - een zeer zeldzaam verzoek in haar tijd. Uiteindelijk werd dit verzoek ingewilligd en verliet ze de congregatie op 16 augustus 1944 vanuit hun klooster in Ukkel.
Habets vestigde zich in Antwerpen, dat enkele weken later door de geallieerden werd bevrijd. Ze sloot zich aan bij een Britse Eerste Hulpeenheid die de gewonden van de soldaten tijdens de Slag om de Ardennen verpleegde. Ze was aanwezig in Antwerpen toen de Duitse troepen de stad kort na de bevrijding massaal bombardeerden, waarbij zo'n tienduizend mensen werden gedood en verminkt. Na het einde van de oorlog in Europa werd ze naar Duitsland gestuurd om te helpen bij de verzorging van haar landgenoten die daar in concentratiekampen gevangen zaten.
Hulme's autobiografie Undiscovered Country uit 1966 beschrijft Hulme en Habets' eerste ontmoeting in 1945. Beiden waren vrijwilligers bij de United Nations Relief and Rehabilitation Administration (UNRRA), een internationaal project dat werkt aan de hervestiging van vluchtelingen en anderen die door de oorlog ontheemd zijn geraakt. Hulme vertelt dat ze in een trainingskamp in Noord-Frankrijk kennismaakte met een Belgische vrouw die het grootste deel van haar tijd sliep. Zelfs als ze wakker was, was de vrouw, een verpleegster, stilzwijgend, eenzaam en bezorgd, bijna asociaal. Na verloop van tijd ontpopte de Belgische verpleegster zich echter als een ijverige werkster, een goede vriendin en een vrouw met een geheim: ze had het klooster net verlaten na 17 jaar strijd met haar geloften. Ze voelde zich bezwaard en depressief door een diep gevoel van mislukking.
Zoe Fairbairns' artikel The Nun's True Story en Fairbairns' hoorspel The Belgian Nurse, uitgezonden door de British Broadcasting Corporation in 2007, vertellen allebei het verhaal van hoe Habets' verhaal Hulme's bestseller werd en hoe de twee vrouwen bevriend raakten en bijna 40 jaar lang een huis deelden. Hun parallelle levens worden verkend in The Nun and the Crocodile: The Stories in The Nun's Story, een artikel gegeven door Debra Campbell op de jaarlijkse bijeenkomst van de Women and Religion afdeling van de American Academy of Religion op 21 november 2004.

## Documenten van Hulme
Documenten met betrekking tot Habets zijn te vinden onder de Kathryn Hulmedocumenten die worden bewaard in de Beinecke Library van de Yale University in de Verenigde Staten.
Onder meer een verslag van Habets over een repatriëringstransport vanuit het hervestigingskamp voor ontheemden in Wildflecken, Beieren, dat op 30 april 1946 naar Polen vertrok. Het rapport is geschreven in het Engels, dat Habets destijds niet vloeiend sprak; het is waarschijnlijk vertaald door Hulme. In combinatie met hoofdstuk 14 van Undiscovered Country toont het de hoge waarde die Hulme, een Amerikaan die niet onder de vijandelijke bezetting had geleefd, hecht aan de kennis, ervaring en waarnemingsvermogen van haar Belgische collega. Er is ook een verslag van Habets over de zorg voor tuberculosepatiënten in Wildflecken.

## Het latere leven
Eind 1948 was Habets door de Internationale Vluchtelingenorganisatie van de Verenigde Naties gepromoveerd tot Area Chief Nurse. Nadat ze de komende jaren ontheemden bleef helpen, besloot ze dat ze geen zin had om weer in haar thuisland te gaan wonen en vroeg ze een Amerikaans visum aan. Hulme was hierin haar sponsor en het visum werd toegekend. Na een laatste bezoek met haar familie voeren Habets en Hulme van Antwerpen naar de Verenigde Staten met de SS Noordam, die in februari 1951 in New York aankwam. Ze vestigden zich aanvankelijk in Arizona, waar ze als verpleegster werkte in een ziekenhuis ten dienste van het Navajo-volk. Later verhuisden ze naar Californië waar ze Audrey Hepburn verpleegde na een paardrij-ongeluk dat zich voordeed tijdens haar opnames van The Unforgiven.
In 1960 verhuisden Hulme en Habets naar het Hawaïaanse eiland Kauai, waar Hulme bleef schrijven, met steun van Habets. Ze kweekten tropische vruchten, fokten honden, reden op paarden, gaven les en socialiseerden onder de andere Kauai expats. Ze bleven katholieken, en Hulme zette haar betrokkenheid bij het werk van de mysticus G. I. Gurdjieff voort. Habets deed wat verpleging, maar vooral op privébasis voor vrienden. Hulme en Habets reisden veel, soms samen, soms zelfstandig.

## Dood en nalatenschap
Habets stierf in mei 1986, vijf jaar na Hulme. Na haar literaire nalatenschap te hebben geërfd, verdeelde Habets, in haar eigen testament, deze onder leden van haar eigen familie, leden van Hulmes familie, en zes zusters, die niet te achterhalen zijn. De resulterende verwarring maakt het onduidelijk wie de rechten bezit en wie de rechten kan geven. Dit is waarschijnlijk de reden waarom The Nun's Story, samen met Hulmes andere boeken, uitverkocht blijft.

## Marie Louise Habets en Canvas
In de tv-reeks Meer vrouw op straat op Canvas in maart en april 2020 bracht Sofie Lemaire Marie Louise Habets, naast ook Miss Athléta en Louisa d'Havé, onder de aandacht om haar een straatnaam in Gent te geven.